# 维拉克
维拉克（法語：Virac，法語發音：[viʁak]）是法国奥克西塔尼大区塔恩省的一个市镇，属于阿尔比区。

## 地理
维拉克（44°2'48"N, 2°2'41"E）面积11.44 平方千米，位于法国奧克西塔尼大區塔恩省，该省份为法国南部内陆省份，北起顺时针与阿韦龙省、埃罗省、奥德省、上加龙省和塔恩-加龙省接壤。
与维拉克接壤的市镇（或旧市镇、城区）包括：萨勒、加博斯堡、利弗尔卡泽勒、马约克、米亚韦、莫内斯蒂耶、韦尔河畔新城。

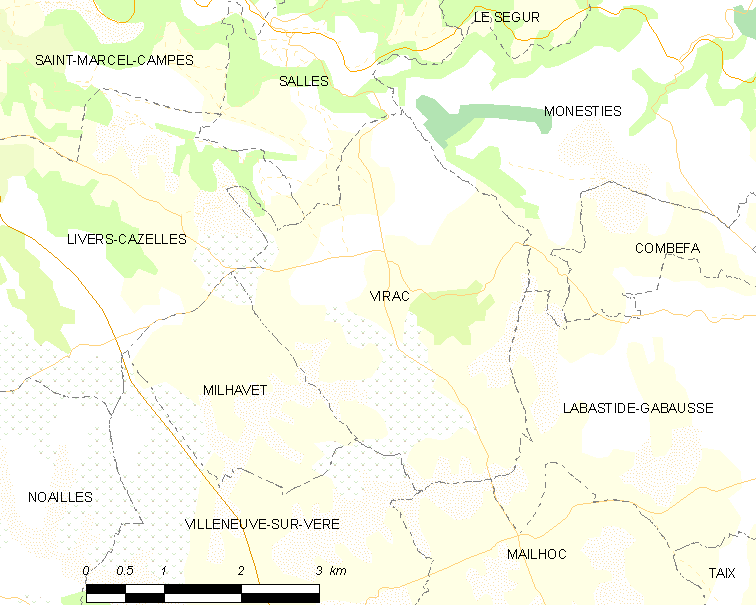
维拉克的OSM定位图

维拉克的时区为UTC+01:00、UTC+02:00（夏令时）。

## 行政
维拉克的邮政编码为81640，INSEE市镇编码为81322。

## 政治
维拉克所属的省级选区为卡尔莫第二县。

## 人口

1962-2008年间维拉克人口变化图示

维拉克于2022年1月1日时的人口数量为252人。